# ولي الأمر في الإسلام

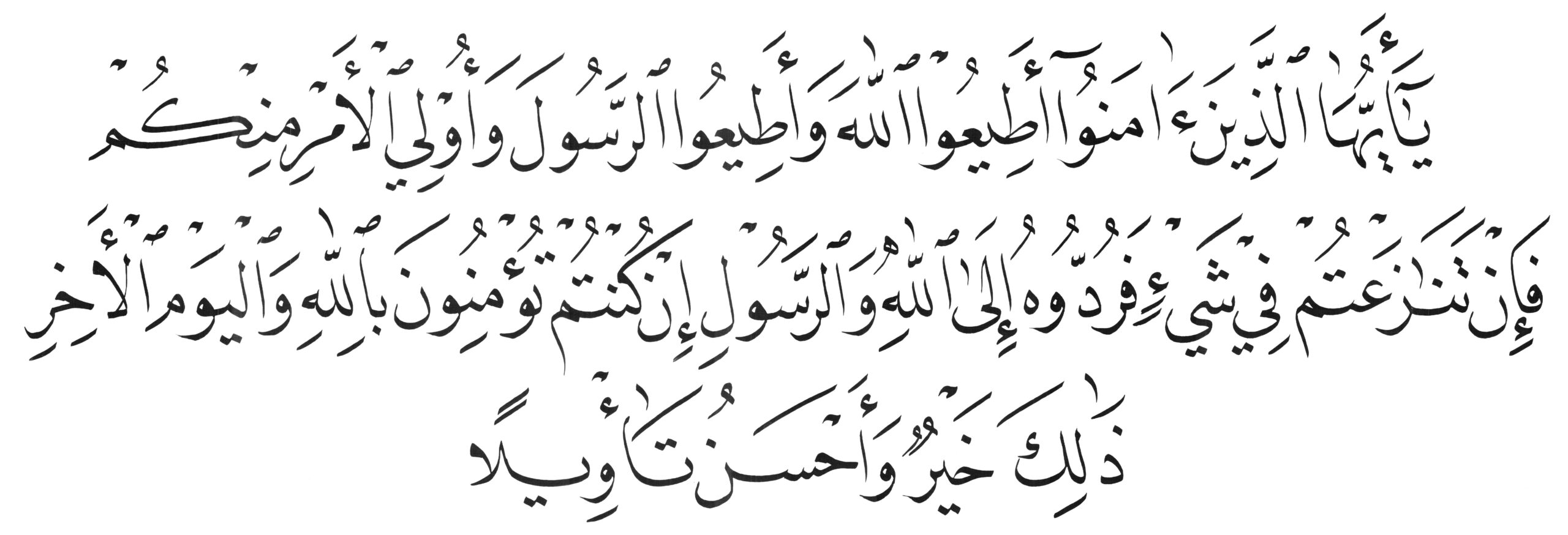
آيات من سورة النساء، للدلالة على إطاعة ولي الأمر.

أُولو الأمر كلمة ومصطلح قرآني نبوي علمي. ولي الأمر لغةً : هو صاحب الحكم، الذي بيده الأمر. العلماء: أولياء أمورِ الدين، والحكام: أولياء أمور الدنيا. بمعنى: أن الذي يقوم بأمرِ الدين تحليلاً، وتحريمًا؛ بيانًا لحكم رب العالمين؛ هو العالِم؛ فهو ولي الأمر في هذه الجهة. وبالمقابل: فإن الحاكم الذي يقوم بأمرِ الدنيا، وله الكلمة النافذة في الناس؛ يأمر بسجن هذا، ويأمر بإكرامِ هذا، ويذهب بهذا، ويأتي بهذا، وبيده السلطة والسلطنة؛ هذا ولي أمر.
إلا أن طاعته مقيدة بعدم مخالفة الشريعة الإسلامية، التي هي مصدر السلطات لقول الله تعالى:((إن الحكم إلا لله)) سورة يوسف 40، وأساس هذا القيد قول النبي صلى الله عليه وسلم:«السمع والطاعة حق ما لم يؤمر بمعصية، فإذا أمر بمعصية فلا سمع ولا طاعة».

## اختيار الحاكم
يتم اختيار الحاكم عن طريق مايسمى بأهل الحل والعقد وهم: العلماء، الأمراء، الوزراء. باعتبارهم نوابا عن الأمة؛ إذ الأمة في النظام الإسلامي هي صاحبة الحق في اختيار الحاكم.

## الشروط اللازم توفرها بالحاكم
العدالة الجامعة لشروطها والعلم المؤدي إلى الاجتهاد في النوازل والأحكام .سلامة الحواس من السمع والبصر واللسان ليصح معها مباشرة ما يدرك بها وسلامة الأعضاء من نقص يمنع عن استيفاء الحركة وسرعة النهوض .الرأي المفضي إلى سياسة الرعية وتدبير المصالح والشجاعة والنجدة المؤدية إلى حماية البيضة وجهاد العدو.

### واجبات الحاكم
أن الواجب على الحاكم عدة أمور:
1. حفظ الدين على أصوله.
2. إقامة القضاء العادل بين الناس لحفظ حقوقهم.
3. حماية البلاد وأمنها.
4. تطبيق الحدود صيانة لحرمات الله تعالى وحقوق الناس.
5. إقامة الجهاد في سبيل الله تعالى.
6. جباية الصدقات والفيء -الأموال العامة-.
7. توزيع الأموال العامة على مستحقيها.
8. تولية المناصب العامة للأمناء الأكفاء.
9. أن يباشر بنفسه مشارفة الأمور، وتصفح الأحوال؛ لينهض بسياسة الأمة وحراسة الملة.

#### حقوق الحاكم
قال الإمام الماوردي:«إذا قام الإمام بما ذكرناه من حقوق الأمة، فقد أدى حق الله تعالى فيما لهم وعليهم، ووجب له عليهم حقان: الطاعة والنصرة ما لم يتغير حاله».